# 블레이크 쿠퍼
블레이크 쿠퍼(Blake Cooper, 2000년 10월 10일 ~ )는 미국의 배우, 텔레비전 배우, 영화배우이다.
애틀랜타에서 태어났다.

## 영화
- 메저 오브 어 맨 (2017년)
- 레이트 블루머 (2016년)
- 콕트 (2015년) - 젠더 팩슨 역
- 메이즈 러너 (2014년) - 척 역